# Masayoshi Yamazaki
Masayoshi Yamazaki (山崎 まさよし Yamazaki Masayoshi, 23 de diciembre de 1971 en Kusatsu, Shiga, Japón) es un cantante, guitarrista y compositor japonés de blues, rock, y pop. Aunque es principalmente un guitarrista, también ha tocado la batería, percusión, saxofón y glockenspiel en algunos álbumes, y ha grabado baladas en piano.
Lanzó su segundo disco en 1997, en el cual aparece su éxito y más famosa canción "One More Time, One More Chance" (Una vez más, una oportunidad más). Esta composición fue incluida en la película de anime 5 centímetros por segundo de Makoto Shinkai. En años recientes también ha publicado discos en vivo y compilaciones de grandes éxitos.

## Discografía

### Sencillos
- Tsukiakari ni Terasarete (1995)
- Chuka Ryori (1996)
- Serori (1996)
- One more time, One more chance (1997)
- Adrenaline (Adrenalina) (1997)
- Furimukanai (1997)
- Mizu no Nai Suisou (1998)
- Boku ha Koko ni Iru (1998)
- Passage (1999)
- Yawarakai Tsuki (2000)
- Ashita no Kaze (2000)
- Plastic Soul (Alma de plástico) (2001)
- Shinpakusu (2002)
- Zenbu Kimi datta (2003)
- Mikansei (2003)
- Boku to Furyo to Koutei de (2003)
- Bokura ha Shizuka ni Kieteiku (2004)
- Biidama Bouenkyou (2004)
- Menuetto (2005)
- 8-gatsu no Christmas (2005)
- Angel-A (2006)
- One more time, One more chance (Edición especial de “5 centímetros por segundo”) (2007)
- Mayonaka no Boon Boon (2008)
- Shinkaigyo (2008)
- Heart of Winter (Corazón de invierno) (2008)
- Haru mo Arashi mo (2009)
- HOBO Walking (2010)

### Discos de estudio
- Allergy no tokkoyaku ('Específico para alergias'): 1996
- HOME ('Hogar'): 1997
- domino: 1998
- SHEEP ('Oveja'): 2000
- transition ('Transición') 2001
- Atelier 2003)
- ADDRESS ('Dirección'): 2006
- IN MY HOUSE ('En mi hogar'): 2009

### EP
- Stereo (1996)
- Stereo 2 (1997)

### Discos en vivo
- One Knight Stands (2000)
- Transit Time (2002)
- With Strings (En colaboración con Takayuki Hattori y Rush Strings, 2006)

### Discos de covers
- COVER ALL YO! (2007)
- COVER ALL HO! (2007)

### Discos compilatorios
- Blue Period (A-Side single collecttion, 2005)
- Out of the Blue (B-Side single collection, 2005)

### DVD en vivo
- DOMINO ROUND (Ronda de Dominó) (1999)
- ONE KNIGHT STANDS on films (Un caballero de pie) (2000)